# 一片種ニンニク

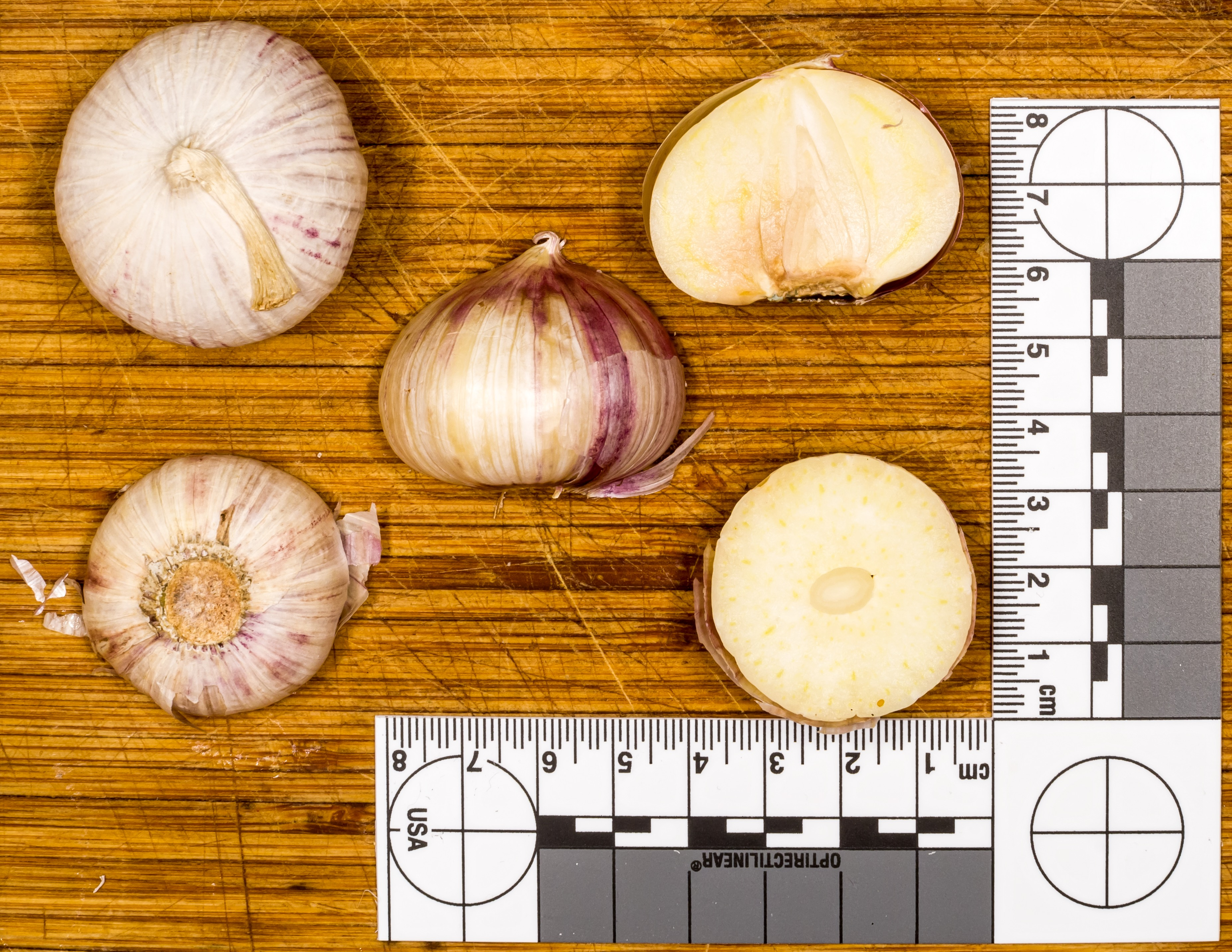
輪切りにした鱗茎

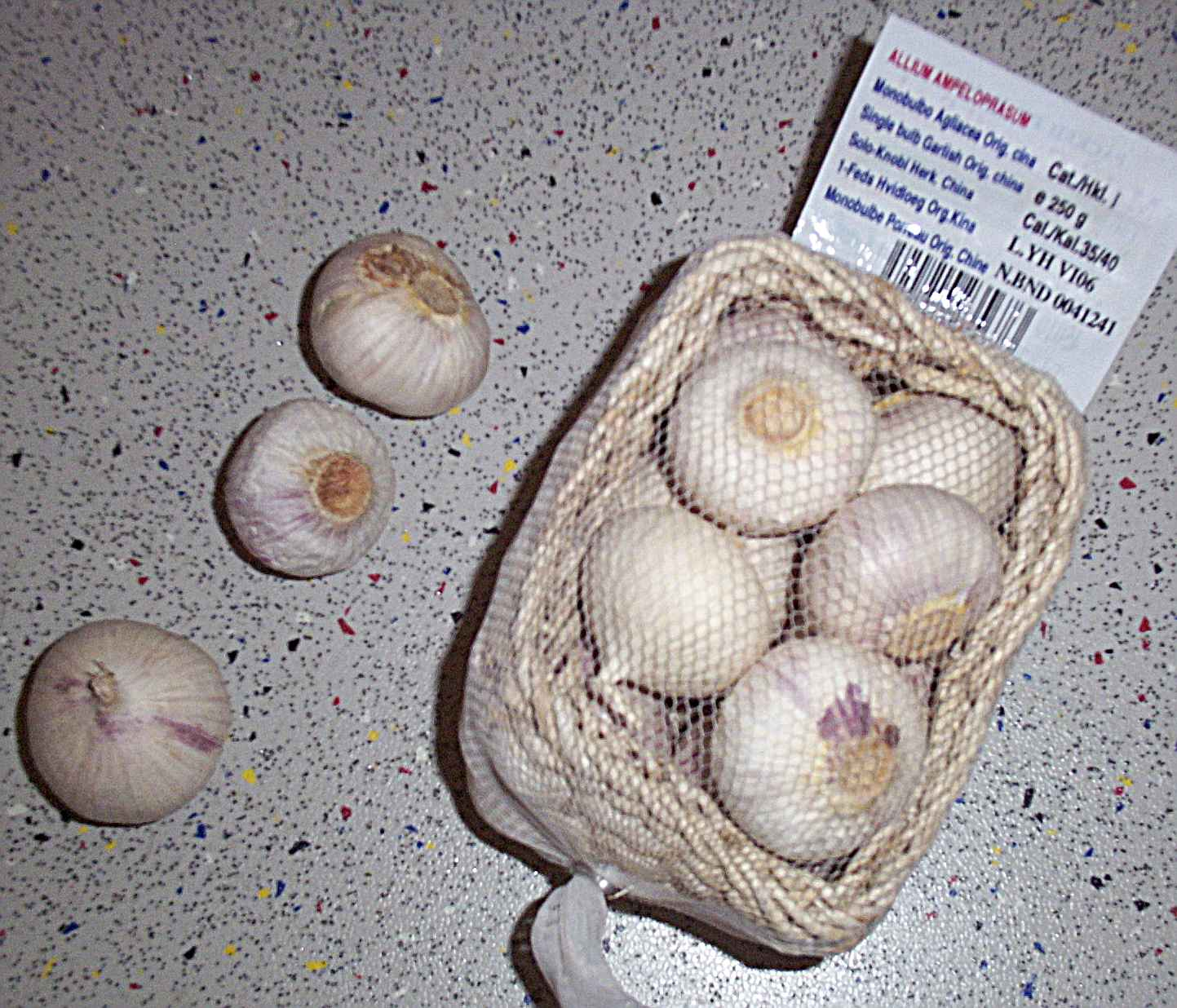
ドイツの一片種ニンニク

一片種ニンニク（プチにんにく、ジャンボにんにく）は、ニンニクの一種である。一片の大きさは、直径約25mmから50mmと異なる。ニンニクの風味があるが、やや控えめで、わずかに香りがある。外観はタマネギに似ていて、皮は白く、紫色の縞模様があることが多い。一般的なニンニクに比べ、短時間で簡単に皮がむけるのが特徴である。
約7,000年前から中国のヒマラヤ山脈の麓で栽培されている。

## 栽培

### 中国
一片種ニンニクは、中国雲南省の山岳地帯が原産地とされている。中国語では独子蒜（一人っ子にんにく）として知られている。

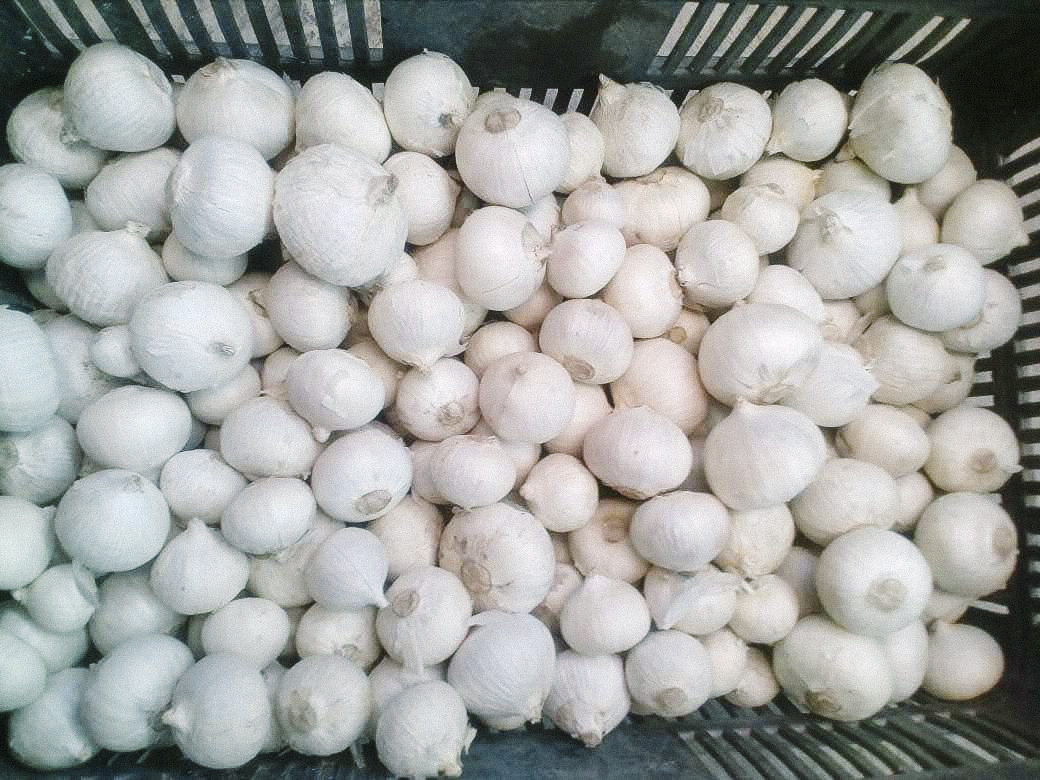
メキシコではお守りとして使用されている（メキシコ、ハリスコ州の州都グアダラハラで撮影）

### インド
主にインド中部で栽培され、主な産地はマディヤ・プラデシュ州とラジャスタン州の一部であり、最大の供給地はニームチ地区とマンザウル地区である。栽培は11月から12月の乾季（ラビ期）にディワリ祭後に行われ、2月から3月に収穫される。中国の一片種ニンニクと比較すると、インドの一片種ニンニクは1〜2cm程度小さく、円筒形をしている。皮は大部分白色で、一部の球根には薄紫色の線が見られる。

### ペルー
単球ニンニクの一種は時折ペルー中部の市場で見かけることができる。形がおもちゃのコマに似ていることから、現地ではスペイン語でajo trompo（こまニンニク）と呼ばれている。皮は純白である。味は前述の通り、控えめでほんのり香ばしい。その由来は不明だが、中国からの移民が南米に持ち込んだ可能性が高いと考えられている。